# The Lit. Bar
The Lit. Bar es una librería independiente en la sección Mott Haven de El Bronx en la ciudad de Nueva York, Estados Unidos. La tienda es propiedad de Noëlle Santos, nativa del Bronx, quien la abrió después de alarmarse cuando leyó en 2014 que un Barnes & Noble cerca de Co-op City iba a cerrar; mientras que Manhattan tenía 90 librerías, la sucursal de Barnes & Noble era la única librería en el Bronx. Santos se describe a sí misma como «una mujer latina negra de la comunidad».
Antes de abrir su tienda, Santos se especializaba en negocios, pero no tenía experiencia en la venta de libros. En 2019, poco antes de que abriera la tienda, le dijo a The New York Times: «Nunca había estado dentro de una librería independiente antes de decidir abrir una».  En 2015, Santos realizó un curso sobre cómo tener una librería, registró la marca de The Lit. Bar, y luego comenzó a trabajar en librerías locales, ofreciendo su tiempo como voluntaria a cambio de experiencia práctica en la gestión de un negocio. Entró en el New York StartUp! Business Plan Competition de 2016, ganó el segundo lugar, y utilizó el premio en metálico de $7500 para financiar una librería temporal en el Museo de las Artes del Bronx. A finales de 2016, Santos inició una campaña de crowdsourcing de gran éxito en Indiegogo llamada Let's Bring a Goddamn Bookstore to the Bronx («Traigamos una maldita librería al Bronx»). La campaña, que incluía un vídeo en el que Santos interpretaba un poema de rap que ella había escrito,  superó la meta de 100 000 dólares, recaudando lo que se citó de diversas formas como 170 000 o 200 000 dólares.
La tienda abrió el 27 de abril de 2019, con una ceremonia de apertura a la que asistió el presidente del condado del Bronx, Rubén Díaz, quien recitó algunas líneas del poema de Santos.
La fecha fue significativa por ser el Día de las Librerías Independientes, una celebración de las librerías independientes patrocinada por la Asociación Estadounidense de Libreros el último sábado de abril.
La tienda es una combinación de librería y bar de vinos; este último ofrece mayores márgenes de beneficio para compensar los riesgos financieros inherentes a la industria del libro independiente. Santos eligió South Bronx como su ubicación para aprovechar la gentrificación en curso del área, aunque también reconoce que el aumento de los alquileres debido a la gentrificación es uno de los problemas que enfrentan las librerías independientes.